# Средно училище „Иван Вазов“ (Стара Загора)
Средно училище „Иван Вазов“ е средно училище в Стара Загора.

## История
Училището е създадено на 1 март през 1841 г. при църквата „Св. Никола“. Спомоществователи са Ал. Екзарх, хаджи Господин Славов и даскал Атанас Иванов. Пръв даскал е Атанас Иванов. През 1850 г. е построена и сграда. По време на Руско-турската война 1877 г. градът е опожарен – не е пожалено и училището. След Освобождението е наложен поголовен данък на старозагорци за построяване на нова сграда. На 24 ноември 1895 г. се чества 25-годишен юбилей на Иван Вазов и старозагорци го поздравяват като му предлагат старозагорското класно училище да носи неговото име. Сам Вазов предлага патронния празник да се чества на 25 ноември, защото на тази дата през 1889 г. за пръв път излиза първата част на „Под игото“.

## Хронология
- 1 март 1841 г. – Свети Николско училище – светско взаимно
- 1850-те – 1860-те години =– класно училище
- 25 ноември 1895 г. – Училището приема за свой патрон името на Иван Вазов
- 1 септември 1907 г. – Първа мъжка гимназия „Ив. Вазов“
- 18 декември 1944 г. – Гимназията е разделена на Първа и Втора мъжка гимназия
- 16 септември 1947 г. – Първа мъжка гимназия „Иван Вазов“ се обособява в Първо мъжко единно училище
- 1951 г. – По нареждане на отдел „Народна просвета“ училището се обособява в Първо средно единно училище
- 1953/54 г. – Училището се обособява в смесена гимназия
- 26 ноември 1957 г. – Със заповед на МНП училището се определя за опитно /базово/ по политехнизация на обучението
- 1960 г. – Училището е обявено за национален първенец и наградено с орден „Кирил и Методий“ – I степен
- 1966 г. – Училището е обявено за базово към МНП, НИИП „Т. Самодумов“ и ИУУ – Ст. Загора, за въвеждане на нови програми
- 1968 г. – Училището е обявено за базово към Педагогическия институт към БАН
- 1981/82 г. – Училището е обявено за първото в града Единно средно политехническо училище (ЕСПУ)
- 1987 г. – С писмо П-02-04-01-01-15 от 22 юни 1987 г., издадено от Националния музей на образованието – Габрово е потвърдено, че наследник на Св. Николското училище е училище „Ив. Вазов“
- 1991/1992 г. – Училището е обявено за Средно общообразователно училище.
- 2016 г. – Училището е обявено за Средно училище.

## 170-годишен юбилей
На 1 март 2011 г. се отбеляза 170-годишния юбилей от създаването на първото светско училище в Стара Загора с откриване на училищен музей и конферентна зала. В Драматичен театър „Гео Милев“, гр. Стара Загора е проведен тържествен концерт.

## 175-годишен юбилей
През март 2016 г. се отбеляза 175-годишния юбилей от създаването на първото светско училище в Стара Загора с мероприятия и тържествен концерт в Драматичен театър „Гео Милев“, гр. Стара Загора.

## Директори
- Александър Козаров (естествена история) – 1907/1908 г.
- Иван Куюмджиев (физика) – 1908/1910 г.
- Христо Яръмов (химия) – 1910/1911 г.
- Йордан Георгиев (история) – 1911/1913 г.
- Бойчо Колев (педагогика) – 1913/1915 г., 1916/1917 г.
- Константин Карапетров (история) – 1915/1916 г., 1917/1918 г.
- Алекси Лотев (история) – 1918/1921 г.
- Христо Ангелов (математика) – 1921/1923 г., 1926/1932 г., 1933/1938 г.
- Страшимир Стефанов (педагогика) – 1932/1933 г.
- Илия Димитров (математика) – 1938/1940 г.
- Христо Стоилов (математика) – 1940/1944 г.
- Дочо Байрамов (рисуване) – 1944/1951 г.
- Цаньо Цанев (биология) – 1951/1972 г.
- Диана Георгиева (български език) – 1972/1986 г.
- Желка Карашманлъкова (български език) – 1986/1988 г.
- Янка Димова (физика) – 1988/1992 г.,
- Аспарух Спиртов (история) – 1991/1995 г.
- Николай Лазов (физическа култура) – 1995 г./ 2016 г.
- Елка Хънтова (Информационни технологии) – 2016 г./ 2018 г.
- Динко Цвятков (Математика) 2018 г./ до днес

## Видни учители
- Даскал Атанас Иванов
- Тодор Шишков
- Петър Станимиров – Литература

## Видни ученици
- Гео Милев – поет, литературен критик, театрален режисьор, художник и публицист, една от най-ярките фигури в европейската култура
- Веселин Ханчев – поет
- Димитър Талев – писател
- Анна Томова-Синтова – оперна певица
- проф. Валентин Старчев – скулптор
- акад. Александър Г. Петров – физик, директор на ИФТТ (Институт по физика на твърдото тяло)
- Евгени Генчев – български полковник
- Димитър Тодоров (1921 – 2018), български офицер, генерал-лейтенант